# ألان كيربي
الآن كيربي (بالإنجليزية: Alan Kirby)‏ (8 سبتمبر 1977 بوترفورد في جمهورية أيرلندا -) هو لاعب كرة قدم أيرلندي في مركز الوسط. شارك مع منتخب جمهورية أيرلندا تحت 21 سنة لكرة القدم. أما مع النوادي، فقد لعب مع أستون فيلا وباتريك أتلتيك ونادي سليغو روفرز وووترفورد يونايتد وSporting Fingal F.C. ‏ ولونغفورد تاون ‏ ودوري أيرلندا الحادي عشر ‏.

## وصلات خارجية
- الان كيربي على موقع الاتحاد الدولي (مؤرشف)  (الإنجليزية)
- الان كيربي على موقع الاتحاد الأوربي (الإنجليزية)
- الان كيربي على موقع قاعدة بيانات كرة القدم.إي يو (الإنجليزية)
- الان كيربي على موقع Soccerway.com (الإنجليزية)